# گوا، دامائون و دیو
گوا، دامان و دیو (انگلیسی: Goa, Daman and Diu) یک قلمرو اتحادیه از جمهوری هند بود که در سال ۱۹۶۱ به دنبال الحاق هند پرتغالی، با سرلشکر K P Candeth به عنوان اولین فرماندار نظامی آن تأسیس شد.